# Staubbach-vízesés
A Staubbach-vízesés egy 297 méter magas vízesés Svájcban, az ország második legnagyobb vízesése a Walensee-nél található 305 méteres Seerenbach-vízesés után.

## Jellemzői
A jégkorszakban kialakult Lauterbrunnental völgyet szegélyező egyik meredek hegyoldalról zuhan alá. Gleccserek vájták ki a magas, függőleges sziklafalakat, melyeknek partjain a patakok a semmibe zuhannak. Függővölgy.
Főleg a termikekkel magyarázható, hogy a lezuhanó víz porlasztódik. Ennek a jelenségnek köszönheti a vízesés a nevét is. (Staub - por, Bach - patak, Fall - vízesés.)
A vízesés a nyári szezonban tekinthető meg, ami június és október között van. A hidegebb hónapokban kő- és sziklaomlás miatt a területet lezárják.

## Johann Wolfgang von Goethe
Johann Wolfgang von Goethe ennél a vízesésnél nyert inspirációt a Gesang der Geister über den Wassern című versének megírásához.

## Fordítás
- Ez a szócikk részben vagy egészben  a   Staubbachfall című német Wikipédia-szócikk ezen változatának fordításán alapul.  Az eredeti cikk szerkesztőit annak laptörténete sorolja fel. Ez a jelzés csupán a megfogalmazás eredetét és a szerzői jogokat jelzi, nem szolgál a cikkben szereplő információk forrásmegjelöléseként.